# Hang-Ups
Hang-Ups est le deuxième album studio du groupe de Rock américain Goldfinger, sorti le 9 septembre 1997

## Liste des titres
1. Superman – 3:05
2. My Head – 3:03
3. If Only – 2:25
4. This Lonely Place – 3:19
5. 20¢ Goodbye – 1:58
6. Question – 2:57
7. Disorder – 3:13
8. Carlita – 3:16
9. Too Late – 2:20
10. I Need To Know – 2:53
11. Authority – 2:41
12. S.M.P. – 1:01
13. Last Time – 2:46
14. Chris Cayton – 3:14